# Блок-дільниця
Блок-дільниця — частина залізничного перегону, що використовується як самостійний засіб сигналізації та зв'язку, обмежена прохідними світлофорами або прохідним світлофором і станцією.
Використовується при автоблокуванні або при автоматичній локомотивній сигналізації.